# همراهان
همراهان فیلمی به کارگردانی امیر شروان و نویسندگی سعید مطلبی محصول سال ۱۳۵۶ است.

## داستان
جمیله، که حاضر نیست با بشیر ازدواج کند، از ایلش می‌گریزد، و والی، که مأمور بازگرداندن جمیله است، او را به پدرش اصلان تحویل می‌دهد. والی که به جمیله علاقمند شده او را از اصلان خواستگاری می‌کند؛ اما پدر او را می‌راند و مراسم ازدواج دخترش و بشیر را برگزار می‌کند. والی دختر را می‌رباید و به میان ایل خود می‌برد. اصلان مردی به نام رضا قرقی را برای بازگرداندن دخترش مأمور می‌کند. رضا جمیله را بازمی‌گرداند؛ اما در میانهٔ راه بشیر و افرادش سرمی رسند و دختر را با خود می‌برند. بشیر، که پیش از این مرتکب قتل شده، اصلان را تهدید می‌کند که دخترش را برای ازدواج با او مجاب کند، و جمیله اجباراً با درخواست بشیر موافقت می‌کند. نرگس، نامزد سابق بشیر، که شاهد قتل بوده، ژاندارم‌ها را خبر می‌کند و بشیر به دام می‌افتد. جمیله با والی و نرگس با رضا زندگی مشترکی را آغاز می‌کنند.

## بازیگران
- رضا بیک‌ایمانوردی
- سعید راد
- شورانگیز طباطبایی
- علی میری
- علی آزاد